# Geir Bratland
Geir Bratland (ur. 29 lipca 1970 w Narwik), znany również jako Gerlioz oraz Brat – norweski keyboardzista. W latach 1995–2009 Bratland występował w zespole Apoptygma Berzerk. Jako muzyk sesyjny współpracował z takimi grupami jak: The Kovenant, Satyricon czy Dimmu Borgir. W latach 2012–2015 grał w zespole God Seed.

## Dyskografia
- Satyricon - Nemesis Divina (1996, Moonfog Productions)
- Apoptygma Berzerk - 7 (1996, Metropolis Records)
- Satyricon - Megiddo (EP, 1997, Moonfog Productions)
- Satyricon - Rebel Extravaganza (1999, Moonfog Productions)
- Apoptygma Berzerk - Welcome to Earth (2000, Metropolis Records)
- Apoptygma Berzerk - Harmonizer (2002, Metropolis Records)
- Apoptygma Berzerk - You and Me Against the World (2005, GUN Records)
- Magenta - Art And Accidents (2009, All This & Music Too)
- Apoptygma Berzerk - Rocket Science (2009, GUN Records)
- Dimmu Borgir - Abrahadabra (2010, Nuclear Blast)
- God Seed - I Begin (2012, Indie Recordings)